# Beian
Beian ist ein Ort in der Kommune Ørland in der Provinz (Fylke) Trøndelag. Der Ort wurde früher von den Hurtigruten angelaufen. Im Jahr 2019 lebten 110 Einwohner in Beian.

## Geografie und Verkehr
Beian liegt im Südwesten des zur Kommune Ørland gehörenden Festlandgebiets. Dem Ort vorgelagert befindet sich die Insel Garten. Nach Beian führt aus dem Norden der Fylkesvei 6400. Von der Ortschaft verläuft die Straße über die Meeresenge Beisundet weiter auf die Insel Garten.